# 4446 Carolyn
Carolyn (asteroide 4446) é um asteroide da cintura principal, a 2,8597836 UA. Possui uma excentricidade de 0,2818055 e um período orbital de 2 902,25 dias (7,95 anos).
Carolyn tem uma velocidade orbital média de 14,9261294 km/s e uma inclinação de 7,24462º.
Este asteroide foi descoberto em 15 de Outubro de 1985 por Edward Bowell.